# Genalguacil
Genalguacil – gmina w Hiszpanii, w prowincji Malaga, w Andaluzji, o powierzchni 31,87 km². W 2011 roku gmina liczyła 522 mieszkańców.